# فورهاوت
فورهاوت (به هلندی: Voorhout) یک منطقهٔ مسکونی در هلند است که در تیلینگن واقع شده‌است. فورهاوت ۱۲٫۶۲ کیلومتر مربع مساحت و ۱۵٬۶۲۰ نفر جمعیت دارد.